# So Much Good in the Worst of Us
So Much Good in the Worst of Us è un cortometraggio muto del 1914 diretto da Frank Wilson.

## Trama
Un ladro, trovando un bambino morente, si redime e va a cercare un medico.

## Produzione
Il film fu prodotto dalla Hepworth.

## Distribuzione
Distribuito dalla Hepworth, il film - un cortometraggio di una bobina - uscì nelle sale cinematografiche britanniche nel settembre 1914.
Fu distrutto nel 1924 dallo stesso produttore, Cecil M. Hepworth. Fallito, in gravissime difficoltà finanziarie, Hepworth pensò in questo modo di poter almeno recuperare il nitrato d'argento della pellicola.